# Notiphila graecula
Notiphila graecula är en tvåvingeart som beskrevs av Becker 1926. Notiphila graecula ingår i släktet Notiphila och familjen vattenflugor.
Artens utbredningsområde är Grekland. Arten har ej påträffats i Sverige. Inga underarter finns listade i Catalogue of Life.